# Louis Marchand (Musiker)

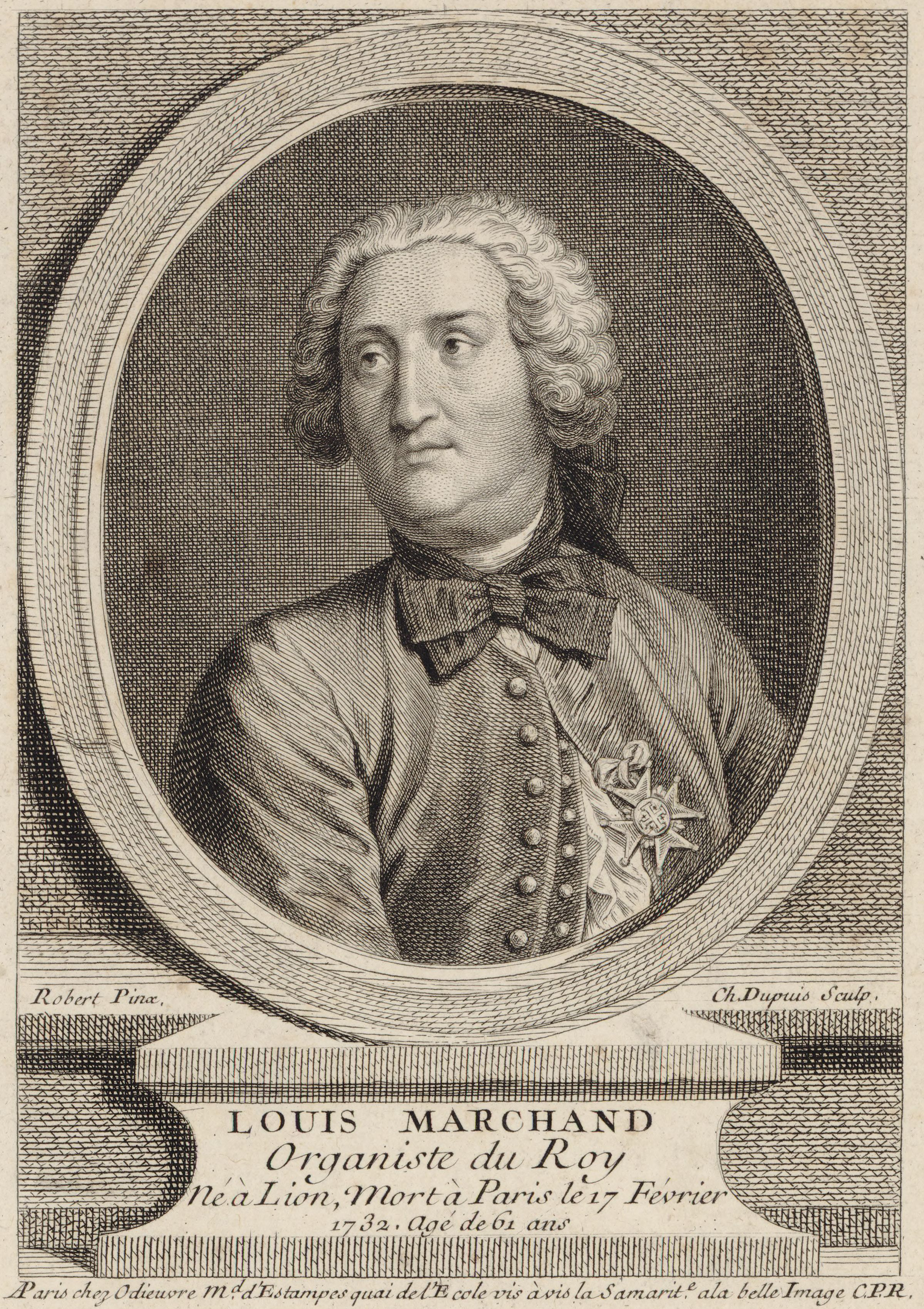
Louis Marchand

Louis Marchand (* 2. Februar 1669 in Lyon; † 17. Februar 1732 in Paris) war ein französischer Cembalist, Organist und Komponist. 

## Leben
Louis Marchand stammt aus einer Organistenfamilie. Er wurde, laut einer in seinem Todesjahr veröffentlichten Lebensbeschreibung, bereits mit 15 Jahren Titular-Organist der Kathedrale von Nevers. Später wird er Titular-Organist in Auxerre, eine Funktion, welche er 4 Jahre innehatte, bevor er sich 1689 in Paris niederließ. Im Alter von 22 Jahren heiratete er Marie-Angélique Denis (aus der Familie Denis, Cembalobauer in Paris), aus dieser Ehe stammen 3 Kinder. Ab 1691 wirkte er an der Jesuitenkirche in der Rue St Jacques, an St Benoît, bei den Cordeliers und im Kloster Saint-Honoré. 
Ab 1708 gehörte er offiziell zu den Organisten des Königs. 1713 begab er sich auf eine mehrjährige Reise durch die deutschen Länder und spielte dort für den Kaiser und für einige Kurfürsten. Im September 1717 soll er sich einem musikalischen Wettstreit mit Johann Sebastian Bach am Dresdner Hof durch Flucht entzogen haben; allerdings beschreiben diesen Vorfall nur deutsche Quellen, etwa Friedrich Wilhelm Marpurg und Jakob Adlung. Offenbar wurde Marchand wenig später in Paris mit offenen Armen empfangen. Bis zu seinem Tod blieb er Organist bei den Cordeliers und ein vielgesuchter Lehrer; sein erfolgreichster Schüler war Louis-Claude Daquin. 
Louis Marchand besaß in Frankreich einen überragenden Ruf als Virtuose. Zusätzlich sorgten Skandale für seine Bekanntheit: Er soll Intrigen gegen Pierre Dandrieu und François Couperin lanciert und seine Frau geschlagen haben. 1701 trennte er sich von ihr; die Deutschlandreise soll eine Flucht vor ihren finanziellen Forderungen gewesen sein. In Deutschland muss Marchand behauptet haben, er sei wegen „Impertinenz“ von Ludwig XIV. exiliert worden. Jedenfalls kennen nur deutsche Quellen diese Version, Musikhistoriker bezweifeln sie.

## Werk
Louis Marchand scheint an Veröffentlichungen seiner Kompositionen wenig interessiert gewesen zu sein. Immerhin wurden zahlreiche kleine Lieder, so genannte Airs, in Anthologien seiner Zeit aufgenommen. 1702 erschienen in Paris zwei Suiten für Cembalo, denen Charme und Qualität zugesprochen wird; eine Anthologie von 1707 enthält ein Cembalostück namens La vénitienne. Erst nach Marchands Tod erschien in Paris eine Sammlung von Orgelstücken, darunter ein Quartett für drei Manuale und Pedal. 

## YouTube
- Fond d’orgue, Bastian Milanese, Cintegabelle.
- Basse de trompette (Buch I), Jean-Luc Perrot, Orgel François-Henri Clicquot, Souvigny.
- Tierce en taille (Buch I), Jean-Baptiste Robin, Orgel Robert Clicquot, Versailles.
- Grand dialogue en Ut (Buch III), Pierre Bardon, Orgel Isnard.

| Personendaten    | Personendaten                                   |
| ---------------- | ----------------------------------------------- |
| NAME             | Marchand, Louis                                 |
| KURZBESCHREIBUNG | französischer Cembalist, Organist und Komponist |
| GEBURTSDATUM     | 2. Februar 1669                                 |
| GEBURTSORT       | Lyon                                            |
| STERBEDATUM      | 17. Februar 1732                                |
| STERBEORT        | Paris                                           |